# Ève Chems de Brouwer
Pour les articles homonymes, voir De Brouwer.
Ève Chems de Brouwer est une actrice et une metteuse en scène française.

## Biographie
Après des études au lycée Fénelon Sainte-Marie, une classe préparatoire en sciences politiques et un DEUG d'Histoire, elle rejoint l’École du TNS (promotion 2007).
En 2010, elle donne un atelier de théâtre à l’École de danse Rezodanse d’Alexandrie en Égypte.
En 2011, elle participe aux Rencontres internationales des jeunes créateurs de la scène dans le cadre du Festival TransAmériques à Montréal, où elle vit jusqu’en 2015.
Elle travaille avec des personnes aveugles et des épileptiques et rejoint l’Agence culturelle d’Alsace, de juillet à septembre 2016 puis la Maison du film court en 2017.

## Filmographie

### Actrice
- 2004 : Vieux crabe, Corinne
- 2008 : Musée haut, musée bas, une Anglaise
- 2009 : Enquêtes réservées, Elsa Vernay
- 2009 : Reporters, Nora Marchand
- 2009 : Les voies du seigneur, Sœur Solange
- 2010 : Les invincibles, Isabelle
- 2010 : Équipe médicale d'urgence : Angie, infirmière
- 2010 : L'Arnacœur, la vendeuse
- 2010 : Rêve bébé rêve, Leila
- 2011 : Toutes nos envies, invitée au dîner
- 2011 : Rêve bébé rêve, Leila
- 2011 : Empreintes criminelles, Ouvrière

### Réalisatrice
- 2019 : Sous l'écorce (court métrage)[2]

## Théatre

### Mise en scène
- 2013 : J'entends les murs[3]

### Actrice
- 2002 : Les Bonnes de Jean Genet, Mise en scène de la Baraka Théâtre Poitiers, Angoulême, Paris, Russie.
- 2008 : Anagrammes pour Faust, Mise en scène de Ezéquiel Garcia-Romeu, Théâtre de la Manufacture à Nancy, Théâtre de la Commune d'Aubervilliers, Théâtre de Bourg-en-Bresse, Scène Nationale de Sénart
- 2008 : Les communistes : témoignages de militants communistes à Malakoff recueillis par Wajdi Mouawad, Mise en scène de Pierre Ascaride, Théâtre 71 à Malakoff, Festival d'Avignon In (Musée Calvet),
- 2009 : Liliom ou la vie et la mort d'un vaurien de Ferenc Molnár, Mise en scène de Frédéric Bélier-Garcia, Nouveau théâtre d'Angers, Le Grand T à Nantes, Théâtre des Treize Vents à Montpellier, Nouveau Théâtre de Montreuil
- 2010 : Le Tangible, Théâtre de la Bastille
- 2011 : Bulbus de Anja Hilling, mise en scène de Daniel Jeanneteau, Théâtre de la Colline, Centre dramatique national des Alpes, Grenoble

## Distinctions
- Prix du Meilleur court-métrage au Festival de Cabourg pour Sous l'écorce[4]